# 鈴木理子 (ホリプロ)
鈴木 理子（すずき りこ、1995年9月1日 - ）は、日本の女優、タレント。
千葉県千葉市出身。ホリプロ・インプルーブメント・アカデミー所属。
父親は競艇選手の鈴木茂正。

## 出演作品

### テレビドラマ
- 金曜エンタテイメント 外科医 鳩村周五郎 闇のカルテI（2004年11月19日、フジテレビ）
- スローダンス（2005年8月1日、フジテレビ）第5話 幼稚園児 役
- 上を向いて歩こう〜坂本九物語〜（2005年8月21日、テレビ東京）次女：大島舞子 役
- がきんちょ〜リターン・キッズ〜（2006年7月31日 - 9月29日、TBS）田丸マチ（子ども時代）役
- 愛の流刑地（2007年3月20日・21日、日本テレビ）入江冬香の娘：入江千春 役
- ジョシデカ!-女子刑事-（2007年10月 - 2007年12月、TBS）小高美帆 役
- お江戸吉原事件帖（2007年11月30日、テレビ東京）第5話 みどり 役
- 月曜ゴールデン 女教師探偵・西園寺リカの殺人ノート（2008年5月19日、TBS系）中森しおり 役
- ドラマ8 キャットストリート（2008年8月28日 - 、NHK総合）園田奈子（幼少時代）役
- 月曜ゴールデン 「捜し屋★諸星光介が走る!⑤」（2010年4月12日、TBS）諸星直子 役
- 月曜ゴールデン 「捜し屋★諸星光介が走る!⑥」（2011年11月21日、TBS）諸星直子 役
- 先に生まれただけの僕（2017年、日本テレビ）藤ひろ子 役

### バラエティ
- Kidsビーンズ（2004年4月 - 2005年3月、BS日テレ）レギュラー出演
- おはスタ（2005年4月 - 2006年3月、テレビ東京）おはキッズとしてレギュラー出演
- 音龍門（2013年3月5日、日本テレビ）朗読少女

### 映画・DVDドラマ
- 呪霊 THE MOVIE 〜黒呪霊〜（2004年、パル企画）
- 劇場版「名探偵コナン 水平線上の陰謀（ストラテジー）」エンディング（2005年、東宝）
- 楳図かずお恐怖劇場「まだらの少女」（2005年、松竹）山川マリ子 役
- コワイ女「カタカタ」（2006年、アートポート）
- ふみ子の海（2007年10月、パンドラ/シネマ・ディスト）主演・淡路ふみ子 役
- ニセ札（2009年4月、ビターズ・エンド）佐田かげ子の生徒 役
- 沈まぬ太陽（2009年10月、東宝）恩地純子（中学生期）役
- ワラライフ!!（2011年1月、ファントム・フィルム）古川和恵（中学生期）役
- エクレール・お菓子放浪記（2011年5月、マジックアワー）
- となりの801ちゃん Love&Peace　（2011年10月5日、ポニーキャニオン）妹ひな 役
- ミトコと駆逐艦（仮題）（2013年春以降）主演・山地美登子 役

### CM
- 西武不動産「広告チラシ」（2003年8月）
- セガトイズ「夢パンダ・夢くま：しぐさ篇」（2004年）
- セガトイズ「ペットショット」（2004年）
- マクドナルド「ハッピーセット・ポケモンカード」（2005年）

### 雑誌・その他
- ピュア☆ピュアVol.31（グラビア2P＆ジュニアアイドル名鑑）（2005年7月7日、辰巳出版）
- Prolog プロローグVol.27（2005年12月）
- Lemonteen　PLUS Vol.8（2006年3月、バウハウス）
- JJIDOL Special Interview（2005年8月）公式サイトにて
- ホリプロ会報誌「ホリプロホットラインほらいずん」2006年6月号（2006年6月）
- Lemonteen　PLUS Vol.9（2006年7月、バウハウス）
- プレジデントFamily（2007年8月、プレジデント社）

## 音楽

### シングル
- 世界は僕らを待っている（2006年9月8日）

「がきんちょ〜リターン・キッズ〜」挿入歌。ぱれっと名義。
当初は通販のみだったが、2006年9月末より全国レコード店にても取り扱い開始。